# Lee Hyun-woong
Đây là một tên người Triều Tiên, họ là Lee.
Lee Hyun-Woong (sinh ngày 27 tháng 4 năm 1988) là một cầu thủ bóng đá Hàn Quốc thi đấu cho Super Power Samut Prakan.